# Chirijos
Chirijos ist eine Ortschaft und eine Parroquia rural („ländliches Kirchspiel“) im Kanton Portoviejo der ecuadorianischen Provinz Manabí. Die Parroquia besitzt eine Fläche von 74,7 km². Die Einwohnerzahl lag im Jahr 2010 bei 2362. Chirijos gehörte früher zur Parroquia Alhajuela. Die Parroquia Chirijos wurde am 7. August 1996 gegründet.

## Lage
Die Parroquia Chirijos liegt in der Cordillera Costanera. Der Hauptort Chirijos befindet sich auf einer Höhe von 85 m. Der Río Chamotete, rechter Quellfluss des Río Chico, durchquert das Areal in westsüdwestlicher Richtung und fließt südlich am Hauptort Chirijos vorbei. Bei Alhajuela zweigt eine 4 km lange Nebenstraße von der E30 (Portoviejo–Quevedo) ab und führt nach Chirijos.
Die Parroquia Chirijos grenzt im Westen an die Parroquia Alhajuela, im Nordwesten an die Parroquia Abdón Calderón, im Norden und im Nordosten an den Kanton Junín, im äußersten Osten an die Parroquia Calceta (Kanton Bolívar) sowie im Süden an die Parroquia San Plácido.